# ステファニー・メイヤー
ステファニー・メイヤー（Stephenie Meyer、旧姓：モーガン（Morgan）、1973年12月24日 - ）は、アメリカ合衆国の作家。『トワイライト』シリーズの著者として知られる。

## 来歴・人物
コネチカット州ハートフォードで生まれ、アリゾナ州フェニックスで育つ。ブリガムヤング大学で英文学を学んだ 1994年に結婚し、三人の男児を儲ける。末日聖徒イエス・キリスト教会のメンバーでもある。
2003年に見た夢をヒントに『トワイライト』を書き上げた。2005年に同作品を出版し、2009年現在、8400万部のベストセラーとなっている。2006年に『New Moon』を、2007年に『Eclipse』、2008年に『Breaking Dawn』を出版し、ベストセラーとなった。
「トワイライト〜初恋〜」にカメオ出演している。

## 作品リスト
- 『トワイライト』シリーズ
  - 『トワイライト』　上下(Twilight)
  - 『トワイライトII』　上下(New Moon)
  - 『トワイライトIII』　上下(Eclipse)
  - 『トワイライトIV』　上下最終章(Breaking Dawn)
  - 『トワイライト　哀しき新生者』(The Short Second Life of Bree Tanner)

完成には至っていないが、Midnight Sunという作品をステファニーのウェブサイトで読むことができる。
『トワイライト』シリーズの本編が主人公のベラ・スワンの視点で書かれている（一部、ジェイコブ・ブラックの視点から書かれている）のに対し、Midnight Sunはもう一人の中心人物エドワード・カレンの視点で書かれている。
書かれているのは、Twilightの冒頭から半ばまでである。
- ザ・ホスト
  - 『ザ・ホスト1　寄生』
  - 『ザ・ホスト2　背信』
  - 『ザ・ホスト3　別離』